# Немшка вас на Блоках
Немшка вас на Блоках (словен. Nemška vas na Blokah) је насељено место у општини Блоке, Приморско-нотрањска регија, Словенија.

## Историја
До територијалне реорганизације у Словенији била је у саставу старе општине Церкница.

## Становништво
У попису становништва из 2011. године, Немшка вас на Блоках је имала 33 становника.
| Број становника према пописима | Број становника према пописима | Број становника према пописима |
| ------------------------------ | ------------------------------ | ------------------------------ |
| 1991                           | 2002                           | 2011                           |
| 45                             | 43                             | 33                             |

Напомена: До 1953. исказивано под именом Немшка вас.